# An Old-Fashioned Christmas
An Old-Fashioned Christmas varit ett album av The Carpenters, släppt den 1984.

## Låtlista
1. It Came Upon A Midnight Clear - 0:43
2. Overture: Happy Holiday / The First Noel / March Of The Toys / Little Jesus / I Saw Mommy Kissing Santa Claus / O Little Town Of Bethlehem / In Dulce Jubilo / Gesù Bambino / Angels We have Heard On High - 8:13
3. An Old-Fashioned Christmas 2:14
4. O Holy Night 3:31
5. Home For The Holidays 2:13
6. Medley: Here Comes Santa Claus / Frosty The Snowman / Rudolph The Red-Nosed Reindeer / Good King Wenceslas - 3:43
7. Little Altar Boy - 3:43
8. Do You Hear What I Hear? - 2:53
9. My Favorite Things - 3:53
10. He Came Here For Me - 2:12
11. Santa Claus Is Comin' To Town - 4:04
12. What Are You Doing New Year's Eve? - 2:51
13. Selections from Nutcracker: Overture Miniature / Dance Of The Sugar Plum Fairies / Trepak / Valse Des Fleurs - 6:14
14. I Heard The Bells On Christmas Day 2:21